# Zhuanqiang (köpinghuvudort i Kina, Jiangsu Sheng, lat 31,26, long 118,82)
Zhuanqiang (kinesiska: 砖墙) är en köpinghuvudort i Kina. Den ligger i provinsen Jiangsu, i den östra delen av landet, omkring 89 kilometer söder om provinshuvudstaden Nanjing. Antalet invånare är 32 200. Befolkningen består av 15 683 kvinnor och 16 517 män. Barn under 15 år utgör 11,0 %, vuxna 15-64 år 72 %, och äldre över 65 år 16,0 %.
Runt Zhuanqiang är det tätbefolkat, med 343 invånare per kvadratkilometer. Närmaste större samhälle är Shuiyang, 4,6 km sydväst om Zhuanqiang. I omgivningarna runt Zhuanqiang växer i huvudsak barrskog.
Genomsnittlig årsnederbörd är 1 612 millimeter. Den regnigaste månaden är juli, med i genomsnitt 270 mm nederbörd, och den torraste är januari, med 50 mm nederbörd.